# Ina Justh
Ina Justh (Großenhain, RDA, 19 de diciembre de 1969) es una deportista alemana que compitió para la RDA en remo.
Ganó dos medallas en el Campeonato Mundial de Remo, en los años 1989 y 1990. Participó en dos Juegos Olímpicos de Verano, ocupando el octavo lugar en Atlanta 1996, en la prueba de ocho con timonel.

## Palmarés internacional
| Representando a la RDA |                      |                   |                    |
| Campeonato Mundial     |                      |                   |                    |
| Año                    | Lugar                | Medalla           | Prueba             |
| 1989                   | Bled (Yugoslavia)    | Medalla de oro    | Cuatro sin timonel |
| 1990                   | Tasmania (Australia) | Medalla de bronce | Dos sin timonel    |